# Zearchaea
Zearchaea is een geslacht van spinnen uit de familie Mecysmaucheniidae.

## Soorten
Het geslacht omvat volgende soorten:
- Zearchaea clypeata Wilton, 1946*
- Zearchaea fiordensis Forster, 1955